# Pirulo
Pirulo, właśc. José Antonio Ruiz Lopéz (ur. 17 kwietnia 1992 w Los Barrios) – hiszpański piłkarz występujący na pozycji lewego skrzydłowego w klubie St Joseph’s F.C..